# Рись виходить на стежку
«Рись виходить на стежку» (рос. «Рысь выходит на тропу») — радянський художній фільм 1982 року режисера Агасі Бабаяна. Продовження фільму «Стежкою безкорисливої любові» і другий фільм тетралогії про ручну рись на кличку Кунак.

## Сюжет
Глядача чекає нова зустріч з лісником Михаличем і його другом, риссю по кличці Кунак, з міліціонером Федіром Гавриловим і іншими новими і вже знайомими героями фільму «Стежкою безкорисливої любові». Фільм знову відкриває таємниці прихованого життя численних лісових мешканців рідного краю: кабанів, ведмедів, оленів й інших. Знайомить з новим вихованцем Михалича — Алтаєм. Сюжет продовжує розповідь про те, як люди і рись ведуть боротьбу з жорстокими браконьєрами. Рись Кунак зустрічає подругу і, підкоряючись законам природи, йде від Михалича. У фільмі відбувається сутичка з росомахою, під час якої Кунак отримує важкі поранення, але його рятує друг-лісник.

## У ролях
- Дмитро Орловський — лісник Михалич
- Филимон Сергєєв — дільничний Федя Гаврилов
- Сергій Юртайкін — браконьєр Льоха
- Ігор Кашинцев — пасажир вертольота, «велике цабе»
- Ігор Чуриков — браконьєр

## Знімальна група
- Режисер-постановник: Агасі Бабаян
- Сценаристи: Агасі Бабаян, Леонід Бєлокуров, Микола Кемарський
- Оператор: Анатолій Казнін
- Композитор: Давид Кривицький